# Institut der beim Europäischen Patentamt zugelassenen Vertreter
Das Institut der beim Europäischen Patentamt zugelassenen Vertreter (epi) ist die Berufsrechtliche Vereinigung aller europäischen Patentanwälte. Gegenwärtig hat das Institut etwa 13.800 Mitglieder aus allen 39 Vertragsstaaten des Europäischen Patentübereinkommens, die entweder in der Industrie oder in der Privatpraxis tätig sind.
Am 21. Oktober 1977 errichtete der Verwaltungsrat der Europäischen Patentorganisation das epi durch Erlass der Vorschriften über die Einrichtung eines Instituts der zugelassenen Vertreter beim Europäischen Patentamt. Danach wird das epi von einem Rat geleitet, der von den Mitgliedern der jeweiligen nationalen Wahlkreise und von einem vom Rat gewählten Vorstand gewählt wird, zu dem auch sein Präsident gehört. Der epi-Rat hat interne Vorschriften für sein Verhalten und seine Arbeitsweise erlassen. Sechzehn Ausschüsse, darunter zahlreiche Unterausschüsse und Arbeitsgruppen, sind für die Bewältigung der anfallenden Aufgaben zuständig. Themen, die von diesen Ausschüssen abgedeckt werden, sind z. B. Europäische Patentpraxis, Rechtsstreitigkeiten, Biotechnologie, Berufsbildung, Disziplin und Verhalten im Beruf u. a.
Das epi als Organisation befasst sich in erster Linie mit der Entwicklung und den Auswirkungen des Patentrechts. Es trägt durch seine Ausschüsse zur Weiterentwicklung des Patentrechts bei und stellt der Politik für Rechtsgutachten und für spezialisierte Beratung zur Verfügung. Das epi ist Beobachter in vielen beratenden Gremien internationaler Organisationen wie dem Ständigen Beratenden Ausschuss vor dem Europäischen Patentamt (SACEPO) oder dem Ständigen Ausschuss für das Patentrecht der Word Intellectual Property Organization (SCP).
Ein weiterer Kernbereich betrifft die Respektierung der Standesregeln. Das epi bietet seinen Mitgliedern darüber hinaus Beratung und Fortbildung in ihrem Beruf und hält sie über die neuesten Entwicklungen auf dem Laufenden. Es unterstützt Kandidaten, die European Qualifying Examination zu bestehen.